# Clássico Universitário
O Clássico Universitário (em espanhol, Clásico Universitario) é um dos confrontos mais importantes do futebol chileno. Nele se enfrentam as equipes da Universidad Católica e da Universidad de Chile. Este clássico foi reconhecido pela FIFA como "o mais tradicional do Chile". É, também, o confronto mais antigo entre clubes de estirpe acadêmica. Sua origem remonta a dois embates ocorridos em 1909, figurando as equipes amadoras das duas casas estudantis.
No que se refere aos resultados produzidos em campo, a Universidad de Chile possui uma maior quantidade de partidas ganhas. No entanto, em 20 encontros decisivos que os dois clubes protagonizaram até 2013, tanto por disputas nacionais quanto internacionais, a Católica venceu 14 vezes e la U seis. Em jogos da Taça Libertadores, também se registra um domínio cruzado sobre os azuis.

## Estádios

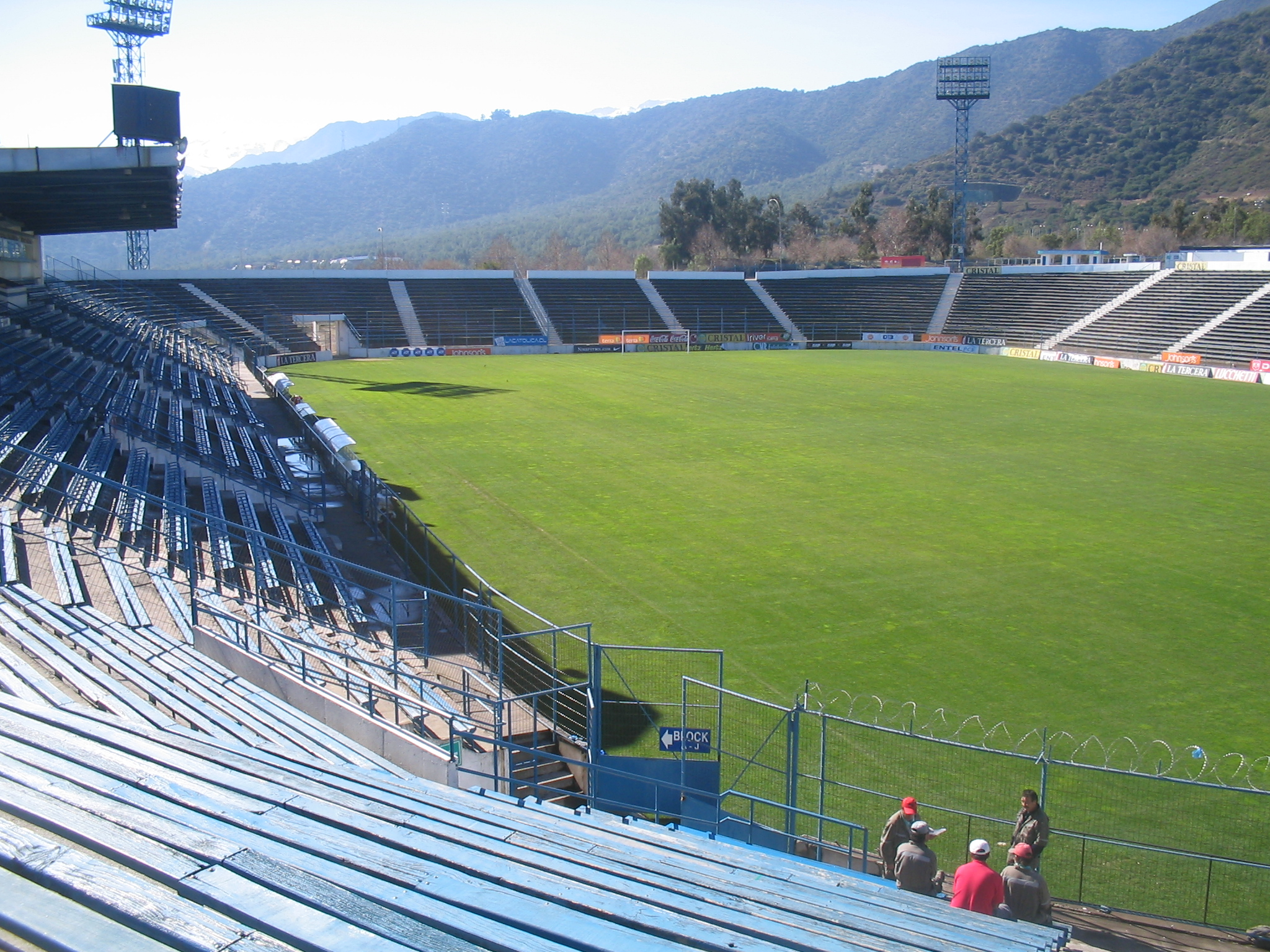

A Universidad Católica possui quatro estádios: O estádio Universidad Católica, localizado no setor Maestranza e Marcoleta; Campos de Sports de Ñuñoa, que já contava com uma extensa história no esporte chileno; Independencia, localizada na comuna homônima de Santiago e inaugurada em 12 de outubro de 1945; e San Carlos de Apoquindo, que abriu suas portas em 4 de setembro de 1988. Após sua última reforma, San Carlos de Apoquindo tem capacidade para 20.000 espectadores. Desde a sua inauguração já sediou jogos válidos pela Taça Libertadores, Copa Sul-Americana e Copa Mercosul. Foi palco da final da Copa Interamericana de 1994, que terminou nas mãos da Católica, e de outras definições locais correspondentes ao Torneio oficial, Copa Chile e Supercopa do Chile. Nesse mesmo reduto, a Seleção Chilena disputou cinco partidas pelas Eliminatórias para a Copa do Mundo de 2022.
Quanto à Universidade do Chile, até o momento não possui campus próprio, devendo servir de sede em estádios como o Nacional e o Santa Laura.

## História
O primeiro Clássico Universitário oficial, isto é, depois da fundação dos dois clubes atuais, U. de Chile em 1927 e U. Católica em 1937, foi disputado em 13 de junho de 1937, no campo do Estádio Militar, válido pela Serie B daquele ano. Outrossim, há os citados precedentes de 1909, quando as seleções universitárias das duas casas estudantis se enfrentaram em duas ocasiões. Em 1 de novembro, as duas equipes empataram em 3 a 3, no campo do Carmen Cricket Club. No dia 14 de novembro do mesmo ano, voltaram a se enfrentar, ganhando dessa vez a Universidad Católica por 4 a 1.
Antes da fundação dos dois clubes esportivos, e com a consolidação da prática do futebol em ambas instituições, os enfrentamentos entre equipes formadas pelas duas casas estudantis continuaram ocorrendo ao longo das décadas de 1920 e 1930, em que pese o fato de que no ano de 1930 as federações esportivas das duas universidades se uniram para criar o Club Universitario de Deportes, entidade que agrupou os futebolistas ligados às duas principais universidades do país naquela época, e que esteve ativa até 1936.

### Os dois clubes na primeira divisão
Depois da entrada da Universidad Católica na primeira divisão chilena em 1939, um ano depois de a Universidad de Chile tê-lo feito, os dois clubes se enfrentaram pela chamada Serie de Honor, em 2 de julho daquele ano, com triunfo de la U por 2 a 0. Desde essa data até o primeiro descenso da UC, em 1955, persistiu uma igualdade quase total entre os dois arquirrivais. Em 36 partidas pelo Campeonato Chileno, a UC se impôs em 15 e la U em outras 15, com as seis partidas restantes terminando empatadas.
Depois da volta do conjunto cruzado à primeira divisão, começaria uma das épocas de mais acirrada rivalidade entre as universidades, que incluiu as decisões dos títulos de 1961, com vitória da UC por 3 a 2, e de 1962, com vitória dos azuis por 5 a 3.
Ainda que a Universidad de Chile tenha começado a abrir vantagem nos confrontos diretos durante a década de 1960, a vantagem conseguida ainda era pequena. Foi nos anos 1970 - época em que a UC teve um período de dois anos na segunda divisão - que os azuis lograram ampliar uma grande vantagem sobre seu arquirrival, o que incluiu um longo tabu entre 1971 e 1981, ainda que por campeonatos da primeira divisão os azuis estivessem sem perder para os cruzados até 1984.
Durante a década de 1990 e depois da volta da Universidad de Chile à primeira divisão (jogou a segunda divisão em 1989), a rivalidade foi reavivada, com destaque para o ano de 1994, quando ambos os clubes lutaram palmo a palmo pelo campeonato, que finalizou com o quadro laico prevalecendo com vantagem de 1 ponto. A destacar, os clássicos jogados em tal campeonato: no primeiro turno, a Católica conseguiu a façanha de ganhar o clássico com dois jogadores a menos, pelo placar de 1 a 0, graças a uma cabeçada de Sergio Vázquez, depois de uma falta batida por Gorosito, enquanto que no segundo turno, em partida apitada por Carlos Robles, la U triunfou pelo mesmo placar com um gol de Marcelo Salas, contra uma Católica reduzida a 10 jogadores, depois da expulsão de Gorosito. Entre 1990 e 1999, as duas equipes jogaram 37 vezes, com 14 vitórias cruzadas, 14 empates e 9 vitórias azuis.
Desde o ano 2000, os dois rivais já disputaram o clássico por mais de 50 ocasiões com retrospecto bastante equilibrado. Destacam-se as duas finais entre os dois rivais, com vitória cruzada no Torneo de Clausura de 2005, e azul no Torneo de Apertura de 2011. Existiram bastantes duelos pessoais na história dos Clássicos Universitários. Os mais marcantes foram na década de 1960 protagonizados por Rubén Marcos (U) e Néstor Isella (UC), e na década de 1990 entre Alberto Acosta (UC) e Luis Musrri (U).

## Estatísticas
Atualizadas em 9 de dezembro de 2023
| Competição                       | PJ  | Vit UC | Emp | Vit U | Gols UC | Gols U |
| -------------------------------- | --- | ------ | --- | ----- | ------- | ------ |
| Campeonato Nacional              | 139 | 39     | 47  | 55    | 185     | 214    |
| Torneo de Apertura               | 21  | 7      | 6   | 8     | 29      | 32     |
| Torneo de Clausura               | 21  | 9      | 6   | 6     | 24      | 23     |
| Torneo Metropolitano             | 6   | 1      | 1   | 4     | 8       | 10     |
| Torneo de Transición             | 2   | 1      | 0   | 1     | 3       | 1      |
| Liguilla Pre-Libertadores        | 7   | 3      | 3   | 1     | 12      | 8      |
| Subtotal da Primeira Divisão     | 191 | 60     | 63  | 71    | 261     | 288    |
| Copa Chile                       | 11  | 3      | 2   | 6     | 20      | 18     |
| Copa Polla Gol                   | 15  | 5      | 3   | 7     | 19      | 25     |
| Copa Digeder                     | 2   | 0      | 1   | 1     | 1       | 2      |
| Copa República                   | 2   | 1      | 0   | 1     | 2       | 2      |
| Supercopa do Chile               | 1   | 1      | 0   | 0     | 2       | 1      |
| Subtotal de copas nacionais      | 31  | 10     | 6   | 15    | 44      | 48     |
| Campeonato de Apertura           | 4   | 1      | 0   | 3     | 8       | 11     |
| Série B Profissional             | 1   | 0      | 0   | 1     | 1       | 2      |
| Subtotal de competições extintas | 5   | 1      | 0   | 4     | 9       | 13     |
| Copa Libertadores                | 11  | 4      | 5   | 2     | 16      | 14     |
| Copa Sul-Americana               | 2   | 1      | 0   | 1     | 2       | 2      |
| Subtotal de copas internacionais | 13  | 5      | 5   | 3     | 18      | 16     |
| Total Oficial                    | 245 | 76     | 74  | 97    | 330     | 367    |

| PJ: partidas jogadas                     |
| Vit UC: vitórias da Universidad Católica |
| Vit U: vitórias da Universidad de Chile  |
| Emp: empates                             |
| Gols UC: gols da Universidad Católica    |
| Gols U: gols da Universidad de Chile     |

## Maiores goleadas

### Universidad Católica
| Data       | Resultado                   | Competição                |
| ---------- | --------------------------- | ------------------------- |
| 24.07.1949 | U. Católica 4-1 U. de Chile | Campeonato Chileno        |
| 25.11.1953 | U. de Chile 0-4 U. Católica | Campeonato Chileno        |
| 24.11.1954 | U. Católica 5-0 U. de Chile | Campeonato Chileno        |
| 10.05.1970 | U. de Chile 1-4 U. Católica | Torneo Metropolitano      |
| 15.08.1991 | U. de Chile 2-5 U. Católica | Campeonato Chileno        |
| 12.04.1995 | U. Católica 4-1 U. de Chile | Copa Libertadores         |
| 03.11.1996 | U. de Chile 2-5 U. Católica | Campeonato Chileno        |
| 05.12.1996 | U. Católica 5-2 U. de Chile | Liguilla Pre-Libertadores |
| 14.04.2019 | U. Católica 4-0 U. de Chile | Campeonato Chileno        |

### Universidad de Chile
| Data       | Resultado                   | Competição         |
| ---------- | --------------------------- | ------------------ |
| 15.08.1945 | U. de Chile 4-1 U. Católica | Campeonato Chileno |
| 19.11.1947 | U. de Chile 4-0 U. Católica | Campeonato Chileno |
| 29.12.1962 | U. de Chile 4-1 U. Católica | Campeonato Chileno |
| 08.10.1969 | U. de Chile 4-1 U. Católica | Campeonato Chileno |
| 23.08.1972 | U. de Chile 4-0 U. Católica | Campeonato Chileno |
| 21.05.1974 | U. de Chile 4-1 U. Católica | Copa Chile         |
| 23.08.1985 | U. de Chile 4-1 U. Católica | Copa Chile         |
| 10.02.1995 | U. de Chile 4-1 U. Católica | Copa Libertadores  |
| 12.06.2011 | U. Católica 1-4 U. de Chile | Torneo de Apertura |

- Nota: incluídas apenas partidas em que a equipe ganhadora tenha marcado pelo menos 4 gols e logrado uma diferença de três com relação ao rival.

## Últimas 10 partidas oficiais
| Temporada                  | Resultado                   | Data       | Estádio                           |
| -------------------------- | --------------------------- | ---------- | --------------------------------- |
| Campeonato Chileno de 2020 | U. Católica 3-0 U. de Chile | 04.10.2020 | San Carlos de Apoquindo, Santiago |
| Campeonato Chileno de 2020 | U. de Chile 0-0 U. Católica | 23.12.2020 | Nacional, Santiago                |
| Campeonato Chileno de 2021 | U. de Chile 2-1 U. Católica | 01.08.2021 | El Teniente, Rancagua             |
| Campeonato Chileno de 2021 | U. Católica 1-0 U. de Chile | 07.11.2021 | San Carlos de Apoquindo, Santiago |
| Campeonato Chileno de 2022 | U. Católica 2-1 U. de Chile | 02.04.2022 | San Carlos de Apoquindo, Santiago |
| Campeonato Chileno de 2022 | U. de Chile 0-3 U. Católica | 27.08.2022 | Nacional, Santiago                |
| Copa Chile de 2022         | U. de Chile 1-0 U. Católica | 25.09.2022 | Santa Laura, Santiago             |
| Copa Chile de 2022         | U. Católica 2-2 U. de Chile | 13.10.2022 | El Teniente, Rancagua             |
| Campeonato Chileno de 2022 | U. de Chile 3-0 U. Católica | 28.06.2023 | Santa Laura, Santiago             |
| Campeonato Chileno de 2022 | U. Católica 1-3 U. de Chile | 11.11.2023 | Santa Laura, Santiago             |

## Dados do clássico
- Goleador máximo do Clássico Universitário: Carlos Campos (U), 14 gols;[4]
- Jogador com mais confrontos disputados: Mario Lepe (UC), 35 partidos;[4]
- Jogador com mais confrontos disputados por torneios nacionais: Sergio Livingstone (UC), 32 partidas;
- Goleador máximo em edições do clássico consecutivas: Milovan Mirosevic (UC), 6 gols em 5 partidas;[6]
- Maior goleada conseguida pela Universidad Católica em partidas oficiais: 5-0 em 1954, pelo Campeonato Nacional, a qual também é a maior goleada em um Clássico Universitário;[4]
- Maior goleada conseguida pela Universidad de Chile em partidas oficiais: 4-0 em 1947 e 1972;
- Maior tabu da Universidad de Chile em partidas oficiais: 20 partidas sem perder, entre 1971 e 1980;
- Maior tabu da Universidad Católica em partidas oficiais: 8 partidas sem perder, entre 1996 e 1998;
- Maior sequência de empates no clássico: 6 partidas, entre 1964 e 1966;
- Maior sequência de vitórias da Universidad de Chile: 5 partidas, entre 1968 e 1969;
- Maior sequência de vitórias da Universidad Católica: 4 partidas, em 1991 e em 2016;
- Maior assistência ao clássico: 85.262 espectadores (em 29 de dezembro de 1962, recorde de público no Estádio Nacional).

## Confrontos decisivos entre Universidad Católica e Universidad de Chile
Como, ao longo da história, os grandes clubes chilenos pouco se encontraram em finais de campeonato (somente em desempates de torneios longos ou nos campeonatos atuais com playoffs) e em finais de Copa Chile ou da Supercopa, valorizaram-se as também poucas disputas diretas entre tais clubes nas várias instâncias eliminatórias das diferentes competições (nacionais e internacionais) que têm vindo a disputar. O caso da rivalidade universitária é composto de 20 enfrentamentos eliminatórios divididos entre finais, semifinais, quartas de final, jogos-desempate pela Taça Libertadores, etc. No cômputo geral, são normalmente consideradas pela imprensa chilena somente partidas em eliminação direta ou decisões, em ida e volta ou partida única. Os clássicos disputados nas fases regulares do campeonato nacional, da Copa Chile, da Supercopa ou da Copa Libertadores, obviamente, não são incluídos já que não são propriamente decisivos e têm o mesmo valor que as demais partidas disputadas contra as outras equipes envolvidas nos mesmos torneios.
| Clube                | Vitórias | Derrotas |
| -------------------- | -------- | -------- |
| Universidad Católica | 14       | 6        |
| Universidad de Chile | 6        | 14       |